# Kim cang lá móng bò
Kim cang lá móng bò hay com lang tròn, dây chống chống, cườm lẳng, nâu (danh pháp: Smilax bauhinioides) là một loài thực vật có hoa trong họ Smilacaceae. Loài này được Kunth miêu tả khoa học đầu tiên năm 1850.